# کریس مالونگا
کریس مالونگا (انگلیسی: Chris Malonga؛ زادهٔ ۱۱ ژوئیهٔ ۱۹۸۷) بازیکن فوتبال اهل فرانسه است.
از باشگاه‌هایی که در آن بازی کرده‌است می‌توان به باشگاه فوتبال نانسی، آ.اس موناکو، باشگاه فوتبال لوزان-اسپورت، و باشگاه فوتبال ویتوریا گیماریش اشاره کرد.
وی همچنین در تیم ملی فوتبال کنگو بازی کرده‌است.